# Cyclograpsus integer
Cyclograpsus integer är en kräftdjursart som beskrevs av H. Milne Edwards 1837. Cyclograpsus integer ingår i släktet Cyclograpsus och familjen Varunidae. Inga underarter finns listade i Catalogue of Life.